# Reagrupamento Patriótico para a Renovação da República Centro-Africana
Reagrupamento Patriótico para a Renovação da República Centro-Africana (RPRC, em francês:  Rassemblement patriotique pour le renouveau de la Centrafrique) foi um grupo armado na República Centro-Africana baseado na parte norte do país, em Ouadda e Sam Ouandja em Haute-Kotto e Tiringoulou em Vakaga.

## História

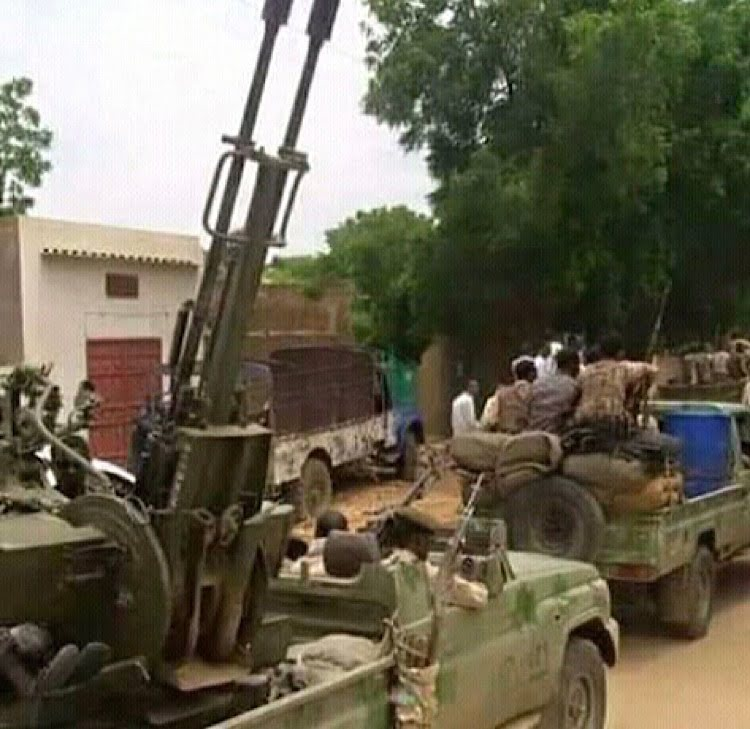
Veículo militar do RPRC em N'Délé, 11 de março de 2020.

O Reagrupamento Patriótico para a Renovação da República Centro-Africana (RPRC) foi formado em novembro de 2014 como uma facção dissidente do grupo armado Frente Popular para o Renascimento da República Centro-Africana (FPRC); estando inicialmente baseado em Bria. Em outubro de 2016, o RPRC criou uma coalizão junto com a FPRC, o Movimento Patriótico para a República Centro-Africana (MPC) e o anti-balaka contra a União para a Paz na República Centro-Africana (UPC). Em junho de 2017, eclodiram lutas internas entre o RPRC e a FPRC, levando ao distanciamento entre esses dois grupos. Em maio de 2018, o RPRC se reconciliou formalmente com o grupo armado UPC. A partir de 2018, o RPRC supostamente controlava a estrada Bria-Ouadda, mantendo postos de controle ao longo da estrada e tributando $ 1.400 de importação e $ 25.000 de exportação.
Em fevereiro de 2019, o RPRC foi um dos signatários do acordo de paz com o governo. Em 28 de maio de 2019, foi criado um grupo dissidente do RPRC, o Partido do Reagrupamento da Nação Centro-Africana.
Em março de 2020, o RPRC juntamente com o Movimento dos Libertadores Centro-Africanos para a Justiça (MLCJ) atacaram N'Délé, o reduto da FPRC. Em 11 de março de 2020, mais de 40 civis foram mortos no ataque a N'Délé. Em 29 de abril, RPRC e MLCJ mais uma vez atacaram N'Délé matando 37 civis, mas acabaram sendo forçados a se retirarem em 10 de maio. Em 19 de maio, a MINUSCA prendeu nove combatentes do RPRC em N'Délé, incluindo o general Azor Kalité, enquanto tentavam fugir para Tirigoulou. Eles foram transferidos dois dias depois para Bangui e foram acusados de crimes de guerra e crimes contra a humanidade. Em 25 de maio, a MINUSCA prendeu dois combatentes do RPRC a 16 km de N'Délé, seguidos por outros dois dias depois, incluindo o general Amar.
Em 12 de fevereiro de 2022, o líder do grupo, Zakaria Damane, junto com outros 20 combatentes do RPRC, foi morto por mercenários russos em Ouadda. Em 4 de dezembro de 2022, a dissolução oficial do grupo foi assinada em Bangui.